# Đèo Khánh Sơn
Đèo Khánh Sơn là đèo trên đường tỉnh 656 ở vùng giáp ranh của huyện Khánh Sơn và huyện Cam Lâm tỉnh Khánh Hòa, Việt Nam .
Đỉnh đèo có độ cao đến 600 m, ở ranh giới xã Cam Phước Tây huyện Cam Lâm và xã Ba Cụm Bắc huyện Khánh Sơn.

## Đường tỉnh 656
Đường tỉnh 656 bắt đầu từ ngã ba Ba Ngòi 11°54′47″B 109°07′58″Đ / 11,912992°B 109,132833°Đ trên Quốc lộ 1 ở phường Ba Ngòi thành phố Cam Ranh, đi hướng tây.
Qua thị trấn Tô Hạp 12°00′24″B 108°56′38″Đ / 12,006658°B 108,9438°Đ huyện Khánh Sơn thì đường chuyển hướng nam. 
Đường tỉnh 656 nối vào quốc lộ 27 ở thị trấn Tân Sơn 11°46′24″B 108°47′20″Đ / 11,773287°B 108,788812°Đ huyện Ninh Sơn tỉnh Ninh Thuận.